# Luisburgo
Luisburgo is een gemeente in de Braziliaanse deelstaat Minas Gerais. De gemeente telt 6.482 inwoners (schatting 2009).

## Aangrenzende gemeenten
De gemeente grenst aan Alto Caparaó, Alto Jequitibá, Caparaó, Divino, Manhuaçu, Manhumirim en São João do Manhuaçu.